# Owenia fusiformis
Owenia fusiformis Delle Chiaje, 1844 è un anellide policheta canalipalpato appartenente alla famiglia Oweniidae. Può essere preda del gasteropode Acteon tornatilis.